# Geroldo II di Ginevra
Geroldo II (anche in spagnolo, Gérold in francese, Gerold in tedesco e catalano; 1010 circa – 1088) fu Conte di Ginevra dal 1034 alla sua morte.

## Origine
Secondo la Flodoardi Annales, Geroldo era figlio di Berta, figlia di Matilde, figlia del Re di Arles o delle due Borgogne, Corrado III di Borgogna e di Matilde di Francia; secondo Il conte Umberto i e il re Ardoino il padre di Berta era Ugo III, conte di Egisheim.

Il padre di Geroldo, sia secondo lo storico e diplomatico, Domenico Carutti, nel suo Il conte Umberto i e il re Ardoino, che dallo storico e Genealogista, Samuel Guichenon, nel suo Histoire généalogique de la royale maison de Savoie era Geroldo I di Ginevra, figlio del conte di Ginevra, Aimone, sia secondo Guichenon che secondo Le Grand dictionnaire historique, Volume 5.

## Biografia
Secondo l'origine de Gérold, comte de Genève (1867), Geroldo era nato tra il 1010 ed il 1011.
Nel 1034, il suo presunto padre, Geroldo I, veniva sconfitto da Corrado il Salico, imperatore del Sacro Romano Impero e nuovo re di Borgogna, e Geroldo, che aveva appoggiato, Corrado il Salico, gli succedette come Geroldo II; secondo le comté de Genève, Geroldo II pur essendo presente all'assemblea di Soleure, nel 1038, dove Corrado proclamava il figlio, Enrico III il Nero, suo successore, dopo la morte di Corrado, al seguito di Rinaldo I, conte di Borgogna, fu tra coloro che si ribellarono a Enrico III.

Nel 1044, secondo il Herimanni Augiensis Chronicon, Geroldo II, unitamente a Rinaldo I, furono sconfitti dal conte di Mousson, Luigi di Montbelliard, mentre l'anno dopo, furono sconfitti dall'imperatore stesso, a cui fecero atto di sottomissione, nella città di Soleure. Questi avvenimenti vengono riportati anche dalle Regeste genevois.
Ancora secondo il documento n° 209 delle Regeste genevois, nel 1061, Geroldo II fece una donazione assieme al figlio, Conone.
Non si conosce l'anno esatto della morte di Geroldo II, che avvenne verso il 1080, anno in cui, secondo Le Grand dictionnaire historique, Volume 5, era ancora vivente; in quello stesso anno, il suo successore, il figlio, Aimone I, secondo le comté de Genève, fece una donazione, seguendo l'esempio del padre e del fratello, Conone.

## Matrimoni e discendenza
Secondo Samuel Guichenon, Geroldo II, verso il 1040, aveva sposato Gisela di Borgogna, nipote del conte, Rodolfo I di Borgogna (molto probabilmente figlia di Willa II di Borgogna).

Geroldo II da Gisela ebbe due figli:
- Giovanna[12] (1050 circa – 1095 circa), che sposò, verso il 1065, Amedeo II di Savoia conte di Moriana[14].
- Conone[15](† prima del 1080), citato nel documento n° 209 delle Regeste genevois, datato 1061[10].

Dopo essere rimasto vedovo, Geroldo IIsi sposò, in seconde nozze, con Tetberga di Svevia, che, secondo l'origine de Gérold, comte de Genève (1867), era figlia di Rodolfo di Rheinfelden; anche Tetberga si sposò due volte: non si conosce la successione dei matrimoni, ma sposò anche Luigi di Faucigny; questo secondo matrimonio viene confermato dal documento n° 3940 del Recueil des chartes de l'abbaye de Cluny. Tome 5, nel quale il vescovo di Ginevra, Guido di Faucigny fece una donazione per l'anima dei propri genitori.

Geroldo II da Tetberga ebbe un figlio:
- Aimone, conte di Ginevra, come conferma il caput LXIX della Bibliotheca sebusiana[18].

### Fonti primarie
- (LA)  Monumenta Germaniae Historica Scriptorum. Tomus III.
- (LA)  Monumenta Germaniae Historica Scriptorum. Tomus V.
- (LA)  (FR)  Regeste genevois.
- (LA)  Recueil des chartes de l'abbaye de Cluny. Tome 5.
- (LA)  Bibliotheca sebusiana.

### Letteratura storiografica
- (FR)  Histoire généalogique de la royale maison de Savoie.
- (FR)  Histoire généalogique de la royale maison de Savoie, volume 3.
- (IT)  Il conte Umberto i e il re Ardoino.
- (FR)  Le Grand dictionnaire historique, Volume 5.
- (FR)  l'origine de Gérold, comte de Genève (1867).
- (FR)  Memoires et Documents Publies par la Societe D'Histoire et D'Arceologie.